# 장해랑
장해랑(張海朗, 1956년 9월 25일~ )은 KBS 시사교양국 PD 출신의 대한민국의 대학 교수, 저술가, 영화감독이다. 제9대 EBS 한국교육방송공사 사장을 역임했고, 현재는 DMZ국제다큐멘터리영화제 집행위원장이다.

## 주요 경력

### 주요 이력
- 1982년 KBS 한국방송공사 시사교양국 PD 입사
- 1995년 KBS 대구방송총국 편성제작팀장 (1995년 12월 1일)
- 1996년 KBS 프로듀서협회 회장
- 1997년 한국방송프로듀서연합회 회장 / 언론개혁시민연대 공동대표/ 민주언론운동시민연합 이사
- 1998년 한국방송프로듀서연합회 남북교류위원장
- 1999년 방송개혁위원회 실행위원
- 1999년 KBS TV제작본부 협력제작국장
- 2000년 PRIX ITALIA(이태리상) 다큐부문 심사위원
- 2001년 KBS 시사교양본부 편성기획팀장 (부장급)/ 에미상 다큐부문 심사위원 (콘텐츠본부 애니메이션 운영사업팀장 겸임)
- 2003년 KBS 한국방송공사 사장 비서실장(2003년 5월 31일)
- 2005년 KBS 한국방송공사 경영혁신프로젝트팀장(2005년 7월 20일)
- 2006년 KBS 한국방송공사 1TV 편성본부장(2006년 12월 6일)
- 2008년 KBS Japan 사장(2008년 3월 21일)
- 2010년 KBS 한국방송공사 심의평가실 자문위원(본부장급)
- 2013년 KBS World 제작위원/ (사)한국피디교육원 원장
- 2014-2016년 헬싱키, 도쿄, 캘거리 INPUT 참가
- 2014년 세명대학교 저널리즘스쿨대학원 교수
- 2015년 한국기독교교회연합회(NCCK) 언론위원회 위원
- 2016년 에미상 다큐멘터리부문 심사위원
- 2017년 한국방송통신심위위원회 선거방송 심의위원/ 국회방송 자문위원/ tbs 시청자위원장
- 2017년 EBS 한국교육방송공사 사장(2018년 12월 사임)
- 2019년 세명대 저널리즘대학원 교수
- 2023년 DMZ국제다큐멘터리영화제 집행위원장(현)

## 학력
- 대창고등학교 졸업
- 연세대학교 신문방송학과 학사
- 광운대학교 대학원 문화컨텐츠학과 언론학 석사
- 광운대학교 대학원 미디어언론문화컨텐츠학과 언론학 박사

## 주요 작품

### 시사 및 교양 프로그램
《추적60분》(1983년)   《생방송, 오늘》(1985년)   《현장기록 요즘사람들》(1986년)   《르포20/20》(1987년)
《뉴스비전동서남북》(1987년)    《역사추리》(1990년)      《다큐멘터리극장》(1992년) 《체험 삶의 현장》(1993년)  
《세계는 지금》(1993년)    《동학농민혁명 4부작》, 《긴급구조 119》 (1994년)     《역사스페셜》, 《KBS스페셜》(1995년)
《환경스페셜》(1999년)  《인간극장》(2000년)    《인물현대사》(2003년)  외

### 영화 감독 작품
- 《문글로우, 더 라이브즈》(2013년)

### 저서
- NCCK 《시선 2021》(2022년), 《시선 2020》(2021년),
- NCCK 《시선 2018-2019》(2020년), 《시선 2017-2018》(2018년), 《시선 2016-2017》(2017년)
- 《디지털 시대, 프로듀서와 프로그램을 묻다》(2017년 5월 31일)
- 《TV다큐멘터리, 세상을 말하다》(2004년)
- 《한국의 아름다운 소리》(2002년)